# D’Entrecasteaux-Kanal
Der D’Entrecasteaux-Kanal (englisch D'Entrecasteaux Channel) ist eine Seestraße zwischen Bruny Island und dem tasmanischen Festland. Er wurde zuerst im Jahre 1642 von Abel Tasman gesichtet. 1792 wurde der Seeweg von Joseph Bruny d’Entrecasteaux genauer erforscht und kartografiert.